# 柳河镇 (方城县)
柳河镇，原为柳河乡，是中华人民共和国河南省南阳市方城县下辖的一个乡镇级行政单位。2018年撤乡设镇。区划代码改为411322114。

## 行政区划
柳河镇下辖以下地区：
陶庄村、石门村、西峰村、白果树村、柳河村、文庄村、孟庄村、边庄村、程庄村、小包庄村、金庄村、袁庄村、段庄村、大高庄村、景湾村、徐庄村、宋庄村、东坪村、邢庵村、马沟村、上王庄村、香店村、孙沟村、堰底村和关沟村。